# Asota perimele
Asota perimele là một loài bướm đêm trong họ Erebidae.